# Ramstedt
Ramstedt je obec v německé spolkové zemi Šlesvicko-Holštýnsko, v zemském okrese Severní Frísko. V 2014 zde žilo 420 obyvatel.

## Poloha
Sousední obce jsou: Oldersbek, Seeth, Schwabstedt, Winnert a Wisch.